# Халк Хоган
Халк Хо́ган (англ. Hulk Hogan; настоящее имя — Те́рри Джин Болле́а; англ. Terry Gene Bollea; 11 августа 1953, Огаста, Джорджия — 24 июля 2025, Клируотер, Флорида) — американский рестлер, актёр, телеведущий, предприниматель и музыкант.  Он считался самой узнаваемой звездой рестлинга во всём мире и самым популярным рестлером 1980-х годов. 
Хоган начал карьеру рестлера в 1977 году, но всемирное признание получил после подписания контракта с World Wrestling Federation (WWF, ныне WWE) в 1983 году. Его образ героического американца помог начать бум рестлинга 1980-х годов, когда он стал хедлайнером восьми из первых девяти шоу WrestleMania. Во время первой части своей карьеры он пять раз становился чемпионом WWF, причём его первое чемпионство стало вторым по продолжительности (1474 дня) в истории компании. Хоган является первым рестлером, который выиграл две королевские битвы подряд — в 1990 и 1991 годах.
В 1993 году Хоган покинул WWF и подписал контракт с конкурирующей организацией World Championship Wrestling (WCW). Он шесть раз выигрывал титул чемпиона мира WCW в тяжёлом весе, и ему принадлежит рекорд по самому долгому владению этим титулом. В 1996 году, приняв злодейский образ «Голливуда» Халка Хогана и возглавив популярную группировку «Новый мировой порядок», он пережил ренессанс карьеры. В результате он стал главной фигурой во время Monday Night Wars, очередного бума рестлинга. Он трижды закрывал ежегодное главное событие WCW — Starrcade, включая самое прибыльное шоу в истории WCW — Starrcade 1997 года.
Хоган вернулся в WWF в 2002 году, выиграл титул неоспоримого чемпиона WWF в рекордный (на тот момент) шестой раз, после чего ушёл в 2003 году. Хоган был дважды введён в Зал славы WWE (2005 — индивидуально, 2020 — в составе «Нового мирового порядка»). В 2015 году из-за расистского скандала покинул WWE, хотя и вернулся в 2018 году, после того, как сделал ряд извинений.
Кроме этого, Хоган выступал в American Wrestling Association (AWA), New Japan Pro-Wrestling (NJPW) и Total Nonstop Action Wrestling (TNA).
Во время и после карьеры рестлера Хоган вёл актёрскую карьеру, начиная с эпизодической роли в фильме «Рокки 3» в 1982 году. Он снялся в нескольких фильмах (включая «Все захваты разрешены», «Коммандо из пригорода» и «Мистер няня») и ряде телевизионных шоу, включая сериал «Гром в раю» и реалити-шоу Hogan Knows Best. Он был фронтменом группы The Wrestling Boot Band, единственная запись которой, Hulk Rules, достигла 12 места в чарте Billboard Top Kid Audio в 1995 году.

## Ранняя жизнь
Терри Юджин Боллеа родился в Огасте, Джорджия в 1953 году. Отец — строитель Пьетро «Питер» Боллеа (1913—2001), мать — Рут В. Муди (1922—2011), домохозяйка и учитель танцев. У Терри есть итальянские, французские, шотландские корни. Когда ему было полтора года, его семья переехала в Порт-Тампу, Флорида.
В детстве он был питчером в Little League Baseball. Он привлёк внимание скаутов из «Нью-Йорк Янкис» и «Цинциннати Редс», но травма завершила его бейсбольную карьеру. Он начал заниматься рестлингом в 16 лет. Был поклонником Дасти Роудса и регулярно посещал шоу, проходившие в Тампе. На одном из шоу он увидел Суперзвезду Билли Грэма и был вдохновлён им. Впервые увидев Грэма по телевизору, Хоган захотел соответствовать его «нечеловеческому» виду.
Хоган также занимался музыкой, десять лет играл на бас-гитаре в нескольких базирующихся во Флориде рок-группах. Он поступил на учёбу в Hillsborough Community College и Университет Южной Флориды, но музыка помешала окончить последний. В 1976 году Терри и два других музыканта сформировали группу под названием Ruckus. Вскоре группа стала популярной в районе залива Тампа. В свободное время Хоган занимался в спортзале Hector’s Gym в районе залива Тампа. Многие из рестлеров, которые выступали во Флориде, посещали бары, в которых играли Ruckus. Одними из них стали братья Джек и Джеральд Бриско, которые были поражены физической формой Терри.
В 1976 Братья Бриско попросили Хиро Мацуду тренера Championship Wrestling from Florida (CWF) заниматься с Терри. Будучи поклонником рестлинга с детства, Терри согласился. Однако, Майк Грэм, сын промоутера CWF Эдди Грэма, отказался пустить Терри Боллеа на ринг. По словам Терри, он знаком с Грэмом со школы и они не ладили друг с другом. После того, как Хоган покинул Ruckus и начал рассказывать людям в городе, что он будет рестлером, Грэм согласился допустить его до ринга.

## Карьера рестлера

### Ранние годы (1977—1979)
В середине 1977 года, после более чем года обучения с Мацудой, братья Бриско посетили спортзал Мацуды, чтобы увидеть Хогана. Во время этого визита Джек Бриско вручил Хогану пару борцовских ботинок и сообщил, что на следующей неделе ему предстоит провести свой первый матч.10 августа 1977 года в Форт-Майерсе, Флорида, Терри дебютировал в рестлинге в матче против Брайана Блэра. Спустя короткое время Боллеа надел маску и принял на себя роль «Супер Разрушителя», персонажа, которого сначала изображал Дон Жардин, а затем использовали и другие рестлеры.
В конечном итоге Боллеа отказался работать с Хиро Мацудой, считая его слишком властным тренером и покинул CWF. Терри отклонил предложение выступать в Канзас-Сити и решил сделать перерыв в рестлинге. Он управлял клубом Anchor, в Коко-Бич, Флорида, работая на Уайти Бриджеса. В конце концов, Уайти и Терри стали близкими друзьями, и решили вместе открыть спортивный зал, который назвали Whitey and Terry’s Olympic Gym.
Вскоре друг Терри Эд Лесли (позже известный как Брутус Бифкейк) приехал в Коко-Бич, чтобы помочь ему и Бриджесу управлять как клубом и спортзалом. В свободное время Боллеа и Лесли работали вместе в тренажёрном зале, и, в конце концов, Бифкейк развил мускулатуру, которой Хоган был впечатлён и решил, что они должны выступать на ринге в команде. Чтобы в 1978 году вернуться в рестлинг Терри позвонил Билли Грэму с надеждой на то, что Грэм сможет найти ему работу за пределами Флориды. Грэм согласился, и Боллеа вскоре присоединился к промоушенам Луи Тилле в Алабаме. Хоган также убедил Лесли, который ещё не стал рестлером, пойти с ним и пообещал научить его всему, что знал о спорте. В Алабаме, Боллеа и Лесли выступали как Терри и Эд Боулдер — Братья Боулдеры. После выступления в Continental Wrestling Association (CWA) в Мемфисе, промоутер Джерри Джарретт предложил Боллеа и Лесли по 800 долларов в неделю. Это было на 175 долларов больше чем они получали у Луи Тилле. Рестлеры приняли это предложение и покинули промоушены Тилле.

#### Халк
Во время пребывания в Мемфисе Хоган появился на местном ток-шоу, где он сидел рядом с Лу Ферриньо, звездой телесериала The Incredible Hulk. Ведущий заметил, что Хоган с ростом 201 см и весом 133 кг фактически переплюнул Халка. Наблюдая за сценой Мэри Джарретт заметила, что Хоган на самом деле был больше, чем Ферриньо, который в то время был знаменит благодаря большим мышцам. В результате Боллеа начал выступать в образе Терри «Халка» Боулдера, а иногда — как Голден Стерлинг.
В мае 1979 года Боллеа получил бой за титул чемпиона мира в тяжёлом весе NWA, что было высшей честью в рестлинге в те времена, но проиграл матч Харли Рейсу.

### World Wrestling Federation (1979—1980)

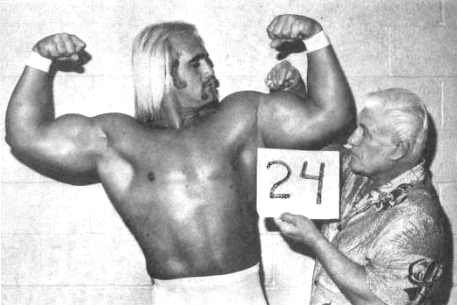
Хоган и его менеджер Фредди Блэсси в 1980 году

В конце 1979 Терри Фанк представил Боллеа промоутеру Винсенту Джей Макмэну, который был впечатлён его харизмой и формой. Макмэн, желая использовать ирландское имя, дал Боллеа фамилию Хоган, а также хотел, чтобы он покрасил волосы в рыжий цвет. Хоган, утверждающий, что у него волосы уже начали выпадать, отказался их красить, заявив: «Я буду ирландцем-блондином». 17 ноября Хоган провёл свой первый матч в World Wrestling Federation, победив Гарри Вальдеса на шоу Championship Wrestling. Хоган впервые выступил в «Мэдисон-сквер-гарден», победив Теда Дибиаси. Макмэн дал Хогану бывшего командного чемпиона Тони Альтомара в качестве охранника. В это время Хоган борется с Бобом Беклундом за титул чемпиона WWF в тяжёлом весе, и начинает вражду с Андре Гигантом, который завершился матчем на Shea Stadium в августе 1980 года. Во время своего первого выступления в качестве злодея в WWF Хоган был в паре с Фредди Блэсси, рестлером, ставшим менеджером.

### New Japan Pro Wrestling (1980—1985)

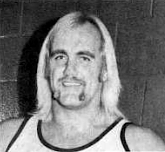
Хоган, c. 1980 года

В 1980 году Хоган появился в New Japan Pro Wrestling (NJPW), где японские болельщики прозвали его «итибан» (что переводится как «Номер один»). Хоган дебютировал в Японии 13 мая 1980 года, когда ещё выступал в WWF. Он несколько раз гастролировал по стране в течение следующих нескольких лет, встречаясь с самыми разными противниками, начиная от Тацуми Фудзинами до Мясника Абдуллы. Когда Хоган боролся в Японии он использовал совершенно другой набор приёмов, опираясь на более технические, традиционные захваты и борцовские приёмы, в отличие от силового, драматического стиля, который американские поклонники привыкли видеть у него. Хоган по-прежнему появлялся в WWF, даже бросил безуспешный вызов Педро Моралесу за титул интерконтинентального чемпиона WWF 26 марта 1981 года.
2 июня 1983 года Хоган стал первым победителем турнира International Wrestling Grand Prix (IWGP) и первым обладателем ранней версии титула чемпиона IWGP в тяжёлом весе, победив Антонио Иноки нокаутом в финале турнира из десяти человек. С тех пор этот титул защищался ежегодно против победителя Лиги IWGP года, пока его не заменил нынешний титул чемпиона IWGP в тяжелом весе, который защищается регулярно.
Хоган и Иноки также работали как партнёры в Японии, выиграв турнир MSG Tag League два года подряд: в 1982 и 1983 годах. В 1984 году Хоган вернулся в NJPW, чтобы сразиться с Иноки для защиты ранней версии титул чемпиона IWGP, после чего Иноки победил в финале Лиги IWGP, став новым претендентом № 1 на чемпионство. Хоган проиграл матч и проиграл титульный пояс по отсчёту, благодаря вмешательству Рики Тюсу. Хоган также защищал свой титул чемпиона мира WWF в тяжелом весе против Сейджи Сакагучи и Фудзинами, среди прочих, пока не завершил своё турне в Нагое 13 июня, проиграв Иноки по счёту в матче за раннюю версию титул чемпиона IWGP в тяжёлом весе. Хоган был единственным претендентом в истории этого титула, который не выиграл турнир, чтобы стать № 1 претендентом на чемпионский титул.

### American Wrestling Association (1981—1983)

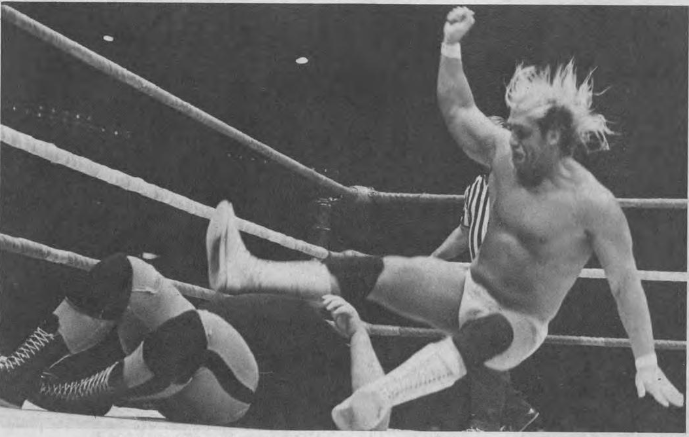
Халк Хоган выполняет «Легдроп» Джерри Блэкуэллу, 1982 год

После съёмок в эпизоде фильма «Рокки 3», против которых возражал старший Макмэн, Хоган дебютировал в American Wrestling Association (AWA), принадлежащей Верну Ганье. Хоган начал карьеру в AWA как злодей, взяв себе Джонни Валианта в качестве менеджера. Однако, Халк быстро стал любимцем зрителей AWA, сражаясь с Семьёй Хинан и Ником Боквинкелем.
Переход Хогана в любимца фанатов произошёл в конце июля 1981 года, когда во время телевизионного эфира, который транслировался в августе, Джерри Блэквелл, после поражения Брэда Рейнганса, начал избивать Рейнганса и легко отбиваться от всех, кто пытался спастись. Вбежал Хоган, который взял над ним верх и прогнал Блэквелла с ринга. В итоге Хоган одержал победу в своей вражде с Блэквеллом и к концу 1981 года получил свой первый титульный матч против Боквинкеля.

### Возвращение в WWF (1983—1993)

#### Заря Халкамании (1983—1984)

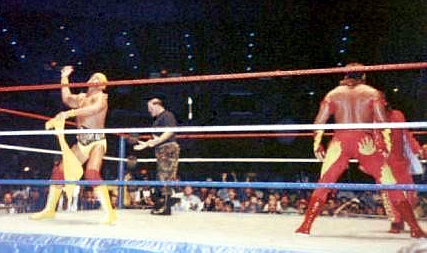
Хоган как чемпион мира WWF в тяжелом весе с Брутусом Бифкейком

После покупки компании у своего отца в 1982 году, Винс Макмэн планировал расширить территорию своего влияния на всю Америку, и он пригласил Хогана, из-за его харизмы и популярности. 27 декабря 1983 года Хоган вернулся в WWF в Сент-Луисе, Миссури, победив Билла Диксона.
7 января 1984 года, на шоу Championship Wrestling, Хоган подтвердил свой статус любимца фанатов WWF, когда спас Боба Беклунда от нападения трёх «Диких Самоанцев». Через три недели после этого Хоган выиграл свой первый титул чемпиона WWF в тяжёлом весе, победив Железного Шейха в Мэдисон-сквер-гарден.
Сразу после победы в матче, комментатор Горилла Монсун заявил: «Халкамания здесь!». Хоган часто называл своих поклонников «Халкаманьяками» и предъявил три требования к ним: тренироваться, молиться и пить витамины. В 1990-м году добавилось четвёртое требование — верить в себя. Хоган стал надевать жёлто-красную одежду. Его выходы к рингу сопровождались разрыванием на себе футболки и заигрыванием с толпой в зале. Большинство матчей Хогана в то время приобрели единый формат: Хоган наносит повреждения сопернику, но в конце концов теряет силы, казалось бы, приближаясь к поражению. Получив коронный приём противника, он внезапно обретал второе дыхание, заряжаясь энергией толпы, становясь неуязвимым для атак — процесс, называемый «Hulking up». Его фирменный приём — показание пальцем на противника (который позже будет сопровождаться громким криком «Ты!» из зала), три удара, Irish Whip, Big Boot и Running Leg Drop для победы. Эта последовательность будет иногда меняться в зависимости от сюжета и оппонента, например, с «гигантскими» борцами, последовательность может включать в себя бросок Body Slam.
5 октября 1985 года в эпизоде Saturday Night’s Main Event он успешно защитил титул против Николая Волкова в матче с флагом. На протяжении 1986 года Хоган успешно защищал титулы против таких претендентов, как Родди Пайпер, Терри Фанк, Дон Мурако, Кинг Конг Банди (в стальной клетке на WrestleMania 2), Пол Орндорфф и Геркулес Эрнандес.
На WrestleMania III в 1987 году Хоган защищал титул против Андре Гиганта, который был главной звездой рестлинга, и был непобедимым в течение предыдущих пятнадцати лет. В выпуске ток-шоу «Яма Пайпера» Хоган столкнулся с Бобби Хинаном, который объявил, что Андре стал его новым подопечным. На шоу Хоган успешно защитил титул чемпиона мира WWF в тяжёлом весе против Андре Гиганта, проведя бросок (который прозвали «броском, который слышал весь мир») 245-килограммовому атлету. Их матч стал одним из самых известных матчей в истории рестлинга и помог компании выйти на новый уровень известности.

#### Международная известность (1985—1988)

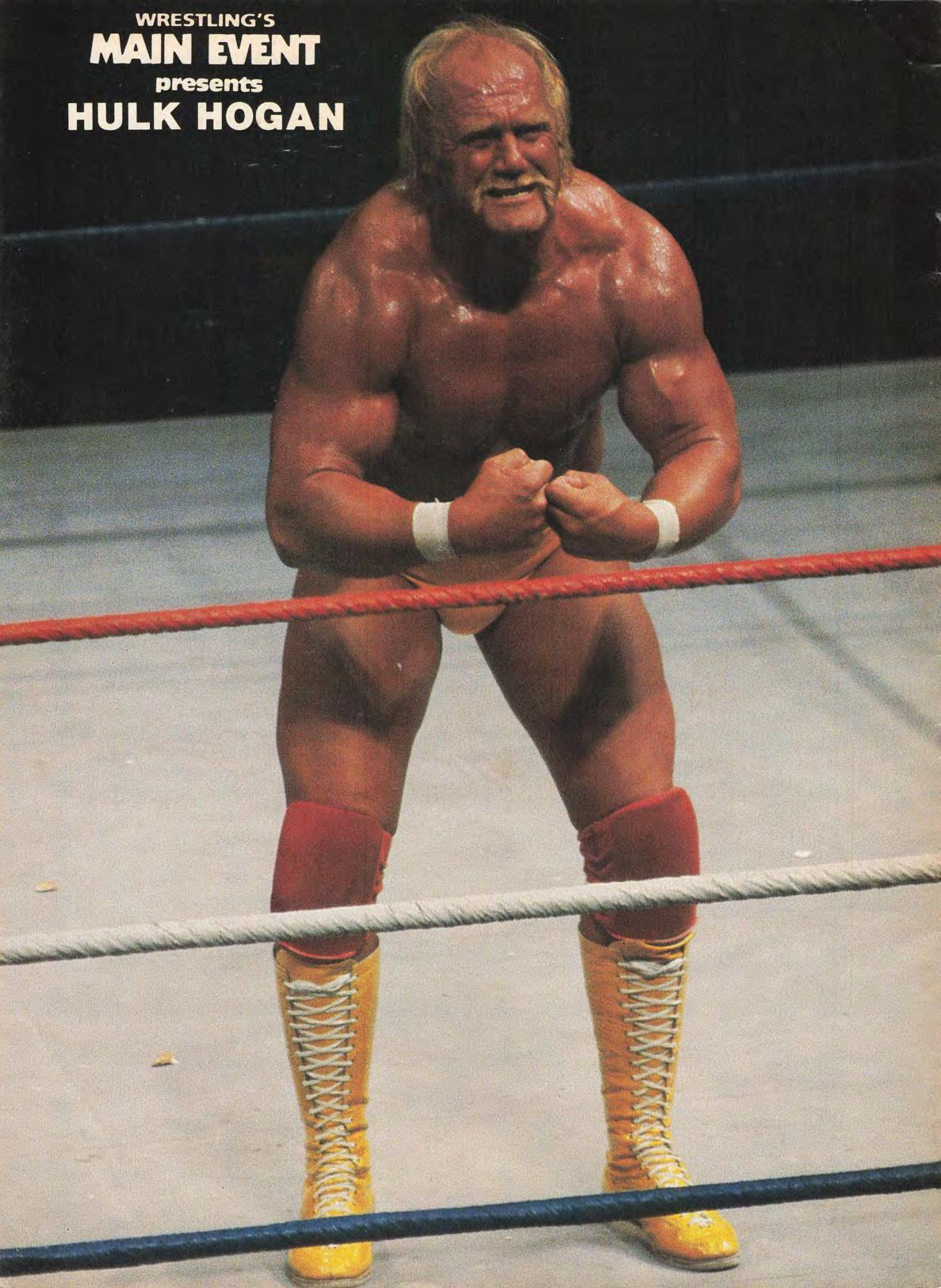
Халк Хоган, ок. октября 1987 года

В следующем году Хоган стал лицом всего рестлинга, поскольку Винс Макмэн соединил WWF с поп-культурой, запустив формат The Rock 'n' Wrestling Connection с MTV, что обеспечило приход рестлинга в те дома, где его раньше не смотрели. Главной особенностью первой WrestleMania было объединение Хогана с теле- и кинозвездой Мистером Ти, чтобы победить своего главного соперника Родди Пайпера и Пола Орндорффа.
Благотворительная организация «Make-a-Wish» называет Хогана самой популярной знаменитостью 1980-х годов, с которой хотели бы увидеться дети. Он был на обложках Sports Illustrated (первый и единственный до 2013 года рестлер), TV Guide и People, а также посещал в The Tonight Show и имел свой собственный субботний мультфильм на CBS под названием Hulk Hogan’s Rock 'n' Wrestling. Хоган, как главный символ WWF, был хэдлайнером семи из первых восьми WrestleMania. Он также принимал участие в Saturday Night Live 30 марта 1985 года. AT&T сообщила, что информационная телефонная линия Хогана была самой популярной с 1991 по 1993 год.
В 1984 году сходство между персонажами Хогана и Невероятного Халка привело к соглашению о прекращении претензий между Titan Sports, Marvel Comics, по которому Marvel получили товарные знаки «Халк Хоган», «Халкстер» и «Халкамания» на 20 лет, а Titan согласились больше не называть его «невероятным» или просто «Халком», а также никогда не одевать его в фиолетовый или зеленый цвет. Marvel также впоследствии получили 0,9% от валового дохода от товаров, связанных с Хоганом, 100 долларов за каждый его матч. Это позднее распространилось и на WCW, чья материнская компания Turner Broadcasting System объединилась с Time Warner в 1996 году и стала дочерней компанией с конкурентом Marvel DC Comics. Поскольку в то время Хоган был уже вовсю занят сюжетной линией nWo под псевдонимом «Голливуд Хоган», это позволило Time Warner избежать неловкой ситуации, когда им пришлось бы платить Marvel права на имя, владея при этом правами своего главного конкурента. В истории из Marvel Comics Presents #45 1988 года рестлер, похожий на Хогана, был сброшен с крыши арены Невероятным Халком, потому что он «выбрал неправильное имя».

#### «Мега-силы» (1988—1989)

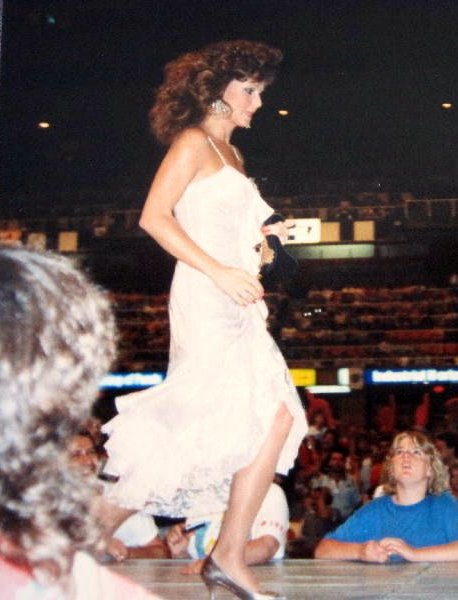
Мисс Элизабет, менеджер The Mega Powers

Хоган оставался чемпионом мира в тяжёлом весе WWF в течение четырёх лет (1474 дня). Однако, 5 февраля 1988 года, перед 33 миллионами зрителей, на шоу The Main Event Хоган, наконец, проиграл титул Андре Гиганту из-за махинации с участием «Миллионера» Теда Дибиаси и рефери Эрла Хебнера (который занял место своего брата-близнеца — Дэйва Хебнера). Андре удержал Хогана, но Хоган вышел из удержания, на что судья не обратил внимания. Вскоре после победы Андре Гигант продал титул Теду Дибиаси. Тед Дибиаси не был официально признан чемпионом и титул чемпиона мира в тяжёлом весе WWF впервые за свою 25-летнюю историю стал вакантным. На WrestleMania IV Хоган участвовал в турнире за вакантный титул, чтобы вернуть его; он и Андре вышли в четвертьфинал, их матч закончился двойной дисквалификацией. На этом же шоу Хоган выбежал на ринг, чтобы остановить вмешательство Андре в матч, и помог «Мачо» Рэнди Сэвиджу победить Теда Дибиаси в поединке за титул.
Хоган, Сэвидж, и их менеджер — Мисс Элизабет, сформировали команду The Mega Powers. После того, как Сэвидж стал чемпионом мира в тяжёлом весе WWF на WrestleMania IV, они одолели The Mega Bucks (Андре Гигант и Тед Дибиаси) на первом в истории SummerSlam. Затем они начали вражду с Акимом и Биг Босс Меном.
The Mega Powers начали распадаться, когда напряжение между Хоганом и Сэвиджем нарастало, из-за подозрений Рэнди, что Халк Хоган и Элизабет больше, чем друзья. На «Королевской битве» 1989 года Хоган выкинул Сэвиджа с ринга. В начале 1989 года команда распалась во время вражды с The Twin Towers. 3 февраля в эпизоде The Main Event, Сэвидж случайно столкнулся с Мисс Элизабет во время матча, и Хоган отнёс её за кулисы, чтобы оказать медицинскую помощь, временно оставив Сэвиджа одного на ринге. После матча Сэвидж напал на Хогана, что начало вражду между ними. Их вражда достигла высшей точки, когда Хоган победил Сэвиджа на WrestleMania V, выиграв свой второй титул чемпиона мира в тяжёлом весе WWF.

#### Последние чемпионства WWF (1989—1993)
Хоган отстаивал титул целый год, но на шоу WrestleMania VI, он проиграл титул Последнему Воину, который стал двойным чемпионом: чемпионом WWF и интерконтинентальным чемпионом. Год спустя новый чемпион WWF Сержант Слотер проиграл Хогану на следующей WrestleMania. На шоу Survivor Series (1991), Гробовщик одолел Халка Хогана в матче за титул чемпиона WWF. На шоу This Tuesday in Texas 3 декабря 1991 года Хоган взял реванш над Гробовщиком, но на следующий день, на шоу WWF Superstars of Wrestling, президент WWF Джек Танни лишил Халка титула, объявив титул вакантным, титул был разыгран на шоу Королевская битва (1992), где чемпионом стал Рик Флэр за рекордный срок после своего дебюта. В 1993 году на шоу WrestleMania IX, Халк Хоган вместе с Брутусом Бифкейком в команде The Mega-Maniacs не смогли отобрать командные пояса WWF у Money Inc. в лице Теда Дибиаси и ИРСа. В главном матче той же WrestleMania, после победы Ёкодзуны над Бретом Хартом за титул чемпиона WWF, вышел Халк Хоган и принял вызов Ёкодзуны на поединок за титул, победив в матче и став чемпионом. Ёкодзуна взял реванш на шоу King of the Ring (1993). Это было последним выступлением Хогана в WWF вплоть до 2002 года, так как он и Джимми Харт готовились покинуть федерацию. Хоган продолжал свою вражду с Ёкодзуной до августа 1993 года. После этого Хоган не продлил контракт, срок действия которого истёк в этом же году.

### Возвращение в NJPW (1993—1994)
3 мая 1993 года Хоган вернулся в NJPW в качестве чемпиона WWF и победил чемпиона IWGP в тяжёлом весе Великого Муту во время матча мечты на Wrestling Dontaku. 26 сентября 1993 года Хоган снова боролся против Муты, на этот раз под своим настоящим именем (Кэидзи Муто). Хоган также боролся с The Hell Raisers с Мутой и Масахиро Тёно в качестве своих партнёров по команде. Его последний матч в Японии состоялся 4 января 1994 года в Battlefield, когда он победил Тацуми Фудзинами.

### World Championship Wrestling (1994—2000)

#### Чемпион мира WCW в тяжёлом весе (1994—1996)
В июне 1994 года Хоган подписал контракт с Ted Turner’s World Championship Wrestling (WCW). Хоган начал появляться на телевидении в следующем месяце, когда выиграл чемпионство мира в супертяжёлом весе WCW в своём дебютном матче, победив Рика Флэра в «матче мечты» на Bash at the Beach. Хоган продолжил свою вражду с Флэром (который победил его по отсчёту на «Clash of the Champions XXVIII», таким образом, Хоган сохранил титул), который завершился матчем в стальной клетке (с карьерой Флэра на кону и Мистером Ти в качестве специального приглашённого рефери), который Хоган выиграл. После успешной защиты титула против Биг Бубба Роджерса и Лекса Люгера в двух отдельных матчах на Nitro в сентябре 1995 года, Хоган враждовал с Dungeon of Doom, что привело к матчу по правилам WarGames на PPV: Fall Brawl, где команда Хогана (Лекс Люгер, Рэнди Сэведж и Стинг) выиграла. Пятнадцать месяцев Хогана в качестве главного чемпиона WCW (является самым длинным в истории титула длительностью 469 дней) закончилось, когда он проиграл титул Гиганту на Halloween Havoc по дисквалификации. В ходе этого противостояния Хоган впервые показался на публике без своих фирменных усов, которые сбрили в прямом эфире на национальном телевидении соратники Гиганта.
После спорной потери пояса, чемпионский пояс WCW в супертяжёлом весе стал вакантным. А новый чемпион должен был определиться в Королевской битве из 60 человек на PPV: World War III, где Гигант не позволил Хогану вновь стать чемпионом. Это привело к матчу в стальной клетке между Хоганом и Гигантом на PPV: SuperBrawl VI, где победил Хоган, положив конец их вражде. В начале 1996 года, Хоган возродил команду «Mega Powers» с Рэнди Сэвиджем для вражды с Альянсом. Кульминацией вражды стал матч «Без цензуры» в клетке «Судного дня», который выиграли Хоган и Сэвидж. После победы, Хоган стал появляться в WCW лишь изредка.

#### «Новый мировой порядок» (1996—1999)
На Bash at the Beach (1996), во время матча команд: Аутсайдеров (Кевина Нэша и Скотта Холла) против сторонников WCW (Лекс Люгер, Рэнди Сэведж и Стинг), Хоган вмешался в матч, напав на Рэнди Сэвиджа, тем самым став злодейским персонажем впервые за почти пятнадцать лет. После матча Хоган выступил с речью, обратившись к фанатам и лично ко всей федерации WCW, Хоган объявляет о формировании нового мирового порядка (nWo).
Новая группировка получила большую известность в последующие недели и месяцы. Хоган отрастил бороду рядом со своими знаменитыми усами и покрасил её в чёрный цвет, сменил красно-жёлтую одежду на чёрно-белую, и переименовал себя в «голливудского» Халка Хогана. Хоган выиграл своё второе чемпионство мира WCW в супертяжёлом весе на PPV: Hog Wild, победив Гиганта в матче за титул. После матча, Хоган нарисовал чёрным баллончиком «nWo» на лицевой части титула. После титул стал упоминаться как «титул nWo». Затем Хоган начал вражду с Лексом Люгером после того, как Люгер и Гигант победили Хогана и Денниса Родмана в командном матче на Bash at the Beach.
4 августа 1997 года, на эпизоде Nitro, Хоган проиграл свой титул Лексу Люгеру по болевому. Пять дней спустя на PPV: Road Wild, Хоган победил Люгера, вернув себе титул чемпиона мира WCW в тяжёлом весе. Затем Хоган проиграл титул Стингу в матче на PPV: Starrcade 1997. Матч Хогана и Стинга за титул стал одним из самых обсуждаемых и легендарных матчей в истории рестлинга. В матче-реванше на эпизоде Nitrо, Стинг победил Хогана проведя ему свой коронный болевой приём скорпиона, после матча началась массовая потасовка.
Вскоре после того, как Хоган проиграл титул Стингу на Starrcade, nWo начал проявлять признаки разногласий внутри группировки. Из-за споров вокруг титула Стинга, менеджер WCW Джей Джей Диллон объявляет титул вакантным 8 января 1998 года на первом эпизоде Thunder. В дополнение к освобождаемому титулу, Скотт Холл всё ещё должен был встретиться с чемпионом мира на SuperBrawl VIII, но так как титул был вакантен, Скотт Холл не мог провести матч. Новый комиссионер WCW Родди Пайпер на мероприятии «Souled» 24 января, заявил, что, поскольку для Скотта не было соперника на SuperBrawl, он столкнётся с победителем второго матча Хоган против Стинга в матче «Без цензуры». NWO продолжал расширять свои ряды и в новом году, когда бывшая звезда WWF Брайан Адамс перешёл в WCW и присоединился к nWo. Хоган получил второго телохранителя, когда Эд Лесли, который ранее пытался присоединиться к nWo на PPV: Road Wild в 1996 году, дебютировал как едва узнаваемый бородатый байкер, получивший имя «Ученик».
На PPV: SuperBrawl VIII (1998) nWo имел смешанный успех. Холл и Нэш вернули себе командные титулы WCW победив «Братьев Штайнеров» после того, как Скотт Штайнер неожиданно предал своего брата Рика и менеджера Теда Дибиаси. Скотт Штайнер передал чемпионские пояса Холлу и Нэшу после матча и праздновал с «Аутсайдерами» и Дасти Роудсом, отмечая его вступление в nWo. Хоган проиграл Стингу в матче за вакантное чемпионство мира WCW в супертяжёлом весе и был атакован Рэнди Сэвиджем в конце матча. После PPV: SuperBrawl Сэвидж выразил свои намерения и заявил, что ему больше не нужна помощь nWo, чтобы выигрывать матчи и что он собирается, после Стинга, попытаться вернуть себе чемпионский пояс WCW. В течение следующих нескольких недель Хоган и Сэведж пытались одолеть друг друга в эпизодах «Nitro» и «Thunder», что привело к матчу в стальной клетке в матче «Без цензуры», который закончился без результата.
Раскол между различными фракциями nWo стал шире после того, как рестлер Сикс, который выбыл с октября, был освобождён от своего контракта и отправлен на реабилитацию за его продолжающийся алкоголизм. Вскоре после этого Холл был убран из ближайших мероприятий; это привело к конфронтации между Кевином Нэшем, Эриком Бишоффом и Хоганом на эпизоде «Thunder» 26 марта. Шон Уолтман (Сикс) возвращается в WWF четыре дня спустя под псевдонимом X-Pac. Разногласия внутри nWo становились всё более очевидными, поскольку Сэвидж и Нэш внезапно поняли, что Хоган делает всё только для себя, а nWo был для него вторичным. Нэш встал на сторону Сэвиджа после того, как Хоган вмешался в ряд матчей «Стинг/Нэш», не желая сталкиваться с Нэшем, чтобы забрать чемпионский титул WCW. На PPV: Spring Stampede (1998) Хоган и Нэш победили Пайпера и Гиганта, после матча Хоган напал на Нэша. Нэш позже помог Сэвиджу победить Стинга, проведя последнему коронный приём «Power Bomb». Заработав для Сэведжа победу, титул и гнев Хогана, который вышел после матча, утверждая, что у Сэвиджа был «его титул».
Следующий вечер на эпизоде «Nitro», Хоган бросает вызов новому чемпиону за его титул. Комиссар WCW Родди Пайпер объявил поединок без дисквалификации и сказал, что вмешательства будут запрещены. Позже Сэведж и Нэш выступили с собственной речью, где Нэш пожелал Хогану «хорошей жизни» и подразумевал, что nWo не будут вместе, по крайней мере, в его нынешней форме. В конце матча, когда Хоган и Сэведж сражались в углу ринга, после того, как Нэш вышел на ринг, выбежал Эрик Бишофф, пытаясь помешать Нэшу. Нэш откидывает Эрика в сторону и проводит «Power Bomb» Хогану. Поскольку матч все ещё продолжался, Нэш перетащил Сэведжа на Хогана и пошёл приводить в чувства судью, однако на ринг выходит Брет Харт. Харт взял титульный пояс, ударил им Нэша, положил Хогана обратно на Сэведжа и «оживил» рефери, чтобы он мог засчитать победу для Хогана. Хотя Хоган в четвёртый раз стал чемпионом мира в супертяжёлом весе WCW и, похоже, снова взял бразды правления в свои руки в nWo, членам самой группы теперь предстояло выбрать, на чьей они стороне: Хогана или Нэша.
На эпизоде Nitro 4 мая, Нэш, Севедж и Коннан появились в чёрных рубашках с красным логотипом nWo, в отличие от всем знакомого белого логотипа. Они называли себя «nWo Wolfpac», и в последующие недели к ним присоединились: Курт Хенниг, мисс Элизабет, Рик Руд и Дасти Роудс. nWo Хогана сохранила чёрно-белые цвета оригинального nWo и взяла на себя прозвище «nWo Hollywood», с Винсентом, Бишоффом, Скоттом Штайнером, Скоттом Нортоном, Брайаном Адамсом и Учеником на его стороне. Брет Харт официально не присоединился ни к одной из сторон, но поддерживал nWo Hollywood в качестве вербовщика.
На эпизоде 25 мая «Nitro» The Wolfpac приняли в свой состав Лекса Люгера, который призвал своего друга — Стинга присоединиться к нему. Тем не менее, nWo Hollywood также желали заполучить Стинга. Стинг показал своё решение на следующем эпизоде «Nitro». Хоган, полагал, что Стинг собирается присоединиться к его группировке, затем Стинг повернулся к нему и сорвал чёрно-белую футболку, которую он носил, показав красно-чёрную под ней. В рамках присоединения к Wolfpac Стинг начал красить своё лицо в красный и чёрный цвета вместо чёрно-белой раскраски в стиле «ворона», которую он носил с 1996 года. На PPV: Great American Bash (1998) Wolfpac потерял двух членов, когда Курт Хенниг и Бобби Руд присоединились к nWo Hollywood.
Тем временем, появился новый претендент на титул Хогана, непобедимый чемпион Соединённых Штатов в супертяжёлом весе — Голдберг. 2 июля 1998 года Голдбергу был предоставлен титульный матч против Хогана за эпизоде Nitro 6 июля. Однако Хоган передумал отстаивать пояс и заставил Голдберга провести матч со Скоттом Холлом, чтобы, в случае победы первого, провести матч против Хогана. Голдберг победил Холла, а затем сразился против Хогана в конце шоу. Голдберг побеждает Хогана и становится новым чемпионом мира WCW. После проигрыша Голдбергу Хоган переключил своё внимание на другие матчи в течение следующих двух месяцев, сражаясь в двух командных матчах на PPV: Bash at the Beach и Road Wild. Хоган выиграл первый матч в команде с Деннисом Родманом победив Даймонд Даллас Пейджа и Карла Мэлона. Второй матч был кульминацией сюжетной линии с участием известного шоумена Джея Лено, высмеивающего Хогана. Хоган и Бишофф проиграли Пейджу и Лено благодаря вмешательству Кевина Юбенкса.
Между тем, вражда между Скоттом Холлом и Кевином Нэшем продолжалась, в то время как Нэш продолжал защищать командные пояса в команде с Стингом. Вражда между Холлом и Нэшем достигла кульминации в их одиночном матче на PPV: Halloween Havoc (1998) в октябре, где Холл победил после того, как Нэш покинул ринг. Нэш позже заявил, что его не волнует победа в матче, он просто хочет вернуть своего друга. В ту же ночь Хоган победил Воина, когда племянник Хогана, вмешался и присоединился к nWo Hollywood. Брет Харт победил члена Wolfpac Стинга, выведя его из строя примерно на 6 месяцев.
Во время события «Третьей мировой войны» (1998) nWo Hollywood напал на Скотта Холла и выгнал его из группы за неуважение к Хогану и Бишоффу несколькими неделями ранее. Кевин Нэш победил в Королевской битве на 60 человек и выиграл шанс на бой против непобедимого Голдберга. На эпизоде «Tonight Show with Jay Leno», посвящённом Дню Благодарения, лидер nWo Hollywood Хоган объявил о своём временном уходе из профессионального рестлинга, а Скотт Штайнер взял на себя ведущую роль во фракции nWo Hollywood. На PPV: Starrcade Нэш прервал серию побед непобедимого Голдберга и выиграл чемпионство мира WCW в супертяжёлом весе, в конце матча Голдберга ударили электрошокером, что принесло победу Нэшу.

#### Последние годы в WCW (1999—2000)
В начале 1999 года разделённые фракции nWo возглавили чемпион мира и лидер Wolfpack Кевин Нэш и Скотт Штайнер, который взял на себя nWo Hollywood после ухода Хогана, в ноябре. На первом Nitro 1999 года, который состоялся в Atlanta’s Georgia Dome, Нэш и Голдберг должны были встретиться в матче-реванше, который Нэш обещал провести ещё 28 декабря на эпизоде Nitro. Однако nWo Hollywood обвинили Голдберга в преследовании мисс Элизабет, Голдберга арестовали и увезли с арены в наручниках. Позже той же ночью Хоган вернулся в WCW впервые с ноября 1998 года. Нэш не упустил возможности вызвать вернувшегося Хогана на бой за главный титул компании. Хоган принял вызов Нэша и занял место Голдберга в главном матче. В самом же матче, после того как прозвенел гонг, вместо того чтобы начать схватку, Хоган медленно ткнул Нэша пальцем в грудь, после чего Нэш буквально рухнул на ринг. Хоган победил Нэша и вновь стал чемпионом. После победы Хоган отпраздновал победу на ринге с Нэшем, Холлом и Скоттом Штайнером, показав, что все это было заговором, и nWo объединился, новая группировка получит название: «nWo Elite».
Некоторые бойцы nWo: Гигант, Курт Хенниг, Хорас Хоган, Стиви Рей, Брайан Адамс и Винсент все ещё выступали в чёрно-белых цветах nWo Hollywood и официально не были включены в новую группировку. Эта недолговечная группировка была саркастически названа поклонниками и комментаторами nWo B-Team. Данная «Б-команда» была основным продуктом проммоутирования WCW на протяжении 1999 года, и Стиви Рэй в конечном итоге стал их лидером.
Воссоединение nWo не продлилось долго. Хоган проиграл свой чемпионский пояс в матче с колючей проволокой Рику Флеру, а Штайнер проиграл свой пояс ТВ-чемпиона Букеру-Т после того, как Бафф Бэгвелл случайно ударил его стулом. Вскоре после этого Штайнер избил его и исключил из группировки. Скотт позже воссоединился со своим братом Риком в мае 1999 года. Затем Скотт пригласил Рика Флэра в nWo, Рик надел футболку Wolfpac на выпуске «Thunder» и выходил под музыкальную тему Wolfpac для своих матчей.
Месяцем ранее Хоган получил тяжёлую травму во время четырёхстороннего матча с Даймонд Даллас Пейджем, Флэром, вернувшимся Стингом, и возвращённым Рэнди Сэведжем в качестве специального приглашённого рефери на PPV: Spring Stampede (1999) за чемпионство мира WCW, в матче победил Даймонд Даллас Пейдж. Хоган был выведен из строя на три месяца. Затем Нэш начал противостояние с Пейджем, которого он обвинил в причинении травмы Хогану, и победил последнего в матче за чемпионство мира WCW. Скотт Штайнер был вынужден уйти на перерыв из-за травмы спины и лишился титула США. Однако к тому времени nWo Elite рухнула и больше не имела никакого значения в WCW. С течением года чёрно-белые члены nWo начали медленно отдаляться друг от друга.
Хоган и Нэш в конце лета начали новое противостояние. Нэш проиграл чемпионство мира WCW Ренди Сэведжу. На следующую ночь Хоган вернулся на выпуске «Нитро» и принял вызов от Сэведжа на бой за титул; Нэш вмешался, проведя «Powerbomb» Сэведжу и дал Хогану победить. Но на следующей неделе Нэш напал на Хогана во время матча с Сидом Вишесем и присоединился к Сиду Вишесу и Рику Штайнеру. В течение следующих нескольких недель Хоган и Нэш, вместе с Вишесем, Штайнером (на стороне Нэша), Стингом и вернувшимся Голдбергом (на стороне Хогана) враждовали друг с другом, что привело к матчу на PPV: Road Wild (1999), где на кону стояла карьера Хогана против карьеры Нэша. Хоган вернулся в свой красно-жёлтый наряд на Nitro незадолго до PPV и выиграл матч, тем самым заставив Нэша уйти из WCW. Однако Нэш продолжал появляться и после поражения, обычно создавая проблемы за кулисами со своим другом Скоттом Холлом.
В конце декабря 1999 года Нэш, Холл, Джефф Джаррет и Брет Харт попытались возвратить nWo, на этот раз с другими цветами: чёрный и серебряный. Нэш и Джарретт вмешались в матч Харта с Голдбергом, в результате чего Харт выиграл вакантный пояс чемпиона мира WCW. Скотт Штайнер вернулся и присоединился к группировке после нападения на Вишеса. «Братья Харрис» выступали в качестве телохранителей nWo, прежде чем присоединиться к группировке. Как члены нового nWo, братья Харрис станут командными чемпионами WCW дважды. Харт был вынужден вакантировать свой пояс и ушёл на перерыв из WCW в середине января 2000 года из-за травмы, полученной в матче с Голдбергом на PPV: Starrcade 1999. Нэш победил Фанка и стал новым комиссаром WCW, но его правление было прервано после того, как он сломал лодыжку и был вынужден на некоторое время уйти из WCW. С возвращением Эрика Бишоффа и Винса Руссо в апреле NWO полностью распался, Джарретт, Скотт Штайнер и братья Харрис присоединились к группировке «The New Blood», а вернувшийся Нэш присоединился к «Клубу миллионеров».
Вскоре после своего возвращения в феврале 2000 года, на Bash at the Beach 9 июля, Хоган был вовлечён в противостояние с Винсом Руссо. Хоган должен был бросить вызов Джеффу Джарретту за титул чемпиона мира WCW в тяжёлом весе. Перед матчем между Хоганом и Руссо произошёл закулисный спор; Хоган хотел забрать титул, но Руссо собирался сделать так, чтобы Джарретт выиграл, и проиграл титул Букеру Ти. Во время поединка Хогана и Джаретта, Джарретт лёг в центр ринга (буквально сдаваясь), в то время как Руссо бросил пояс чемпиона мира WCW на ринг и крикнул Хогану, чтобы он победил Джаретта. Заметно сбитый с толку Хоган, взял микрофон и сказал Руссо: «Это твоя идея, Руссо? Вот почему эта компания в таком чёртовом состоянии, из-за такого идиотизма!», сразу после удержав Джаретта для победы.
Спустя мгновение Руссо вернулся на ринг, гневно заявив, что это последний раз, когда фанаты увидят «этот позор» в WCW. В это же время зрители, благодаря Руссо, узнали о пункте «творческого контроля» Хогана, который означал, что Хоган мог контролировать всё, что будет происходить с его персонажем, без каких-либо ограничений. Хоган вскоре подал иск о клевете на Руссо, который был в конечном итоге отклонен в 2002 году. Вскоре Хоган покинул WCW.

### После WCW (2001)
В период после банкротства WCW в марте 2001 года, Хоган перенёс операцию на коленях, чтобы возобновить свою карьеру. В качестве подготовки Хоган провёл матч в Орландо, штат Флорида, для промоушена федерации Xcitement (XWF), руководимой его давним другом Джимми Хартом. Хоган победил Курта Хеннига в матче и чувствовал себя достаточно здоровым, чтобы принять предложение и вернуться в WWF в феврале 2002 года.

### Второе возвращение в WWF/WWE (2002—2003)

#### Неоспоримый чемпион WWF (2002—2003)
После того, как WWF купили федерацию WCW и все их товарные знаки в 2001 году, Винс МакМэн подписал Хогана, Холла и Нэша, из оригинального nWo. Они начали с того, что нацелились на двух самых больших звёзд компании: Stone Cold Стива Остина и Рока. Скотт Холл начал вражду против Стива Остина, а Хоган против Рока на WrestleMania X8 (участники nWo оба матча проиграли). Несмотря на то, что Хоган был хилом, его яростно поддерживала публика. Рок победил и помог отбиться Халку от Нэша и Холла, после того, когда они были разочарованы рукопожатием рестлеров, после их матча. В течение некоторого времени он все ещё был известен как «Голливудский» Халк Хоган, особенно сохраняя свои «голливудские» светлые усы с чёрной бородой, нося красные и жёлтые штаны Hulkamania и используя музыкальную тему, которую он использовал в WCW. 4 апреля Хоган победил Трипл Эйча в матче за титул бесспорного чемпиона WWF и в шестой, заключительный раз выиграл главное чемпионство компании WWF. Также став последним чемпионом WWF перед судом инициалов WWF и WWF (Всемирный фонд дикой природы). Всемирный фонд дикой природы выиграл суд и отныне компания именуется как WWE.
19 мая 2002 года на PPV: Judgment Day Хоган проиграл титул Гробовщику. После Хоган начал фьюд с Куртом Энглом, что привело к матчу между ними на PPV: King of the Ring, который Энгл выиграл болевым. На эпизоде 4 июля SmackDown!, Хоган объединился с Эджем, чтобы победить Билли и Чака и выиграть командные титулы WWE. После победы Хоган размахивал американским флагом, в то время как восторженная публика подпевала песне Хогана «Real American». Позже они проиграли титулы в матче против «Неамериканцев» (Кристиан и Лэнс Шторм) на PPV: Vengeance. В августе 2002 года Хоган был использован во фьюде с Броком Леснаром, кульминацией которого стал матч один на один, Леснар выиграл матч болевым (матч был остановлен после того, как Хоган потерял сознание от «медвежьего объятия»). Леснар стал вторым рестлером WWE, который победил Хогана болевым (после Курта Энгла). После матча Леснар продолжал избивать Хогана, оставив его в крови и без сознания на ринге.

#### Мистер Америка (2003)
В результате нападения Леснара, Хоган ушёл на перерыв и не смог вернуться до начала 2003 года, сбрив свою чёрную бороду и сбросив «Голливуд» со своего имени в своём возвращении. Хоган провёл матч против Винса МакМэна и победил его на WrestleMania XIX. После WrestleMania XIX у него был забег как «Мистер Америка» в маске. Он использовал «Real American» в качестве музыкательной темы и все свои фирменные жесты, движения и фразы. «Мистер Америка» был предметом сюжетной линии, которая произошла после того, как «оригинальный» Хоган был отстранен Винсом МакМэном. 1 мая Мистер Америка дебютировал на SmackDown! Винс Макмэн заявил, что Мистер Америка был Хоганом в маскировке; Мистер Америка ответил в ответ, сказав: «Я не Халк Хоган, брат!» (отсылка к прошлому Халку Хогану). Вражда между ними продолжалась в течение мая 2003.
Последнее появление «Мистера Америки» в WWE произошло на эпизоде SmackDown! 26 июня когда Биг Шоу и «Величайшая в мире команда» (Чарли Хаас и Шелтон Бенджамин) победили Брока Леснара, Курта Энгла и Мистера Америку в командном матче из шести человек. После того, как шоу вышло в эфир, Мистер Америка снял маску, чтобы показать зрителям, что он действительно Хоган, приложив палец к губам, чтобы поклонники молчали о его секрете. На следующей неделе Хоган покинул WWE из-за разочарования в творческой команде. На эпизоде SmackDown! от 3 июля Винс Макмэн показал кадры с Мистером Америка разоблачив Хогана и сюжетно уволив его, хотя Хоган уже покинул компанию в реальной жизни. Позже выяснилось, что Хоган был недоволен выплатами за его матчи после своего возвращения как «Мистер Америка». Винс МакМэн решил не продлевать контракт Хогана, и Хоган покинул WWE в 2003 году.

### Второе возвращение в NJPW (2003)
Хоган вернулся в NJPW в октябре 2003 года, где он победил Масахиро Тёно в Ultimate Crush II в Tokyo Dome.

### Total Nonstop Action Wrestling (2003)
Вскоре после того, как Хоган покинул WWE, Total Nonstop Action Wrestling (TNA) начали делать попытки подписать Хогана. Джефф Джарретт, соучредитель TNA, а затем чемпион мира в супертяжёлом весе NWA, начав «эфирную атаку» на Хогана в Японии в октябре 2003 года. Атака должна была быть намёком на дебют Хогана, который должен был сразиться с Джарреттом за чемпионство мира в супертяжёлом весе NWA. Однако из-за повторяющихся проблем с коленом и бедром Хоган не появился в TNA. Тем не менее, инцидент был показан несколько раз в передачах TNA и был включён в пятьдесят величайших моментов DVD TNA.

### Третье возвращение в WWE (2005—2007)

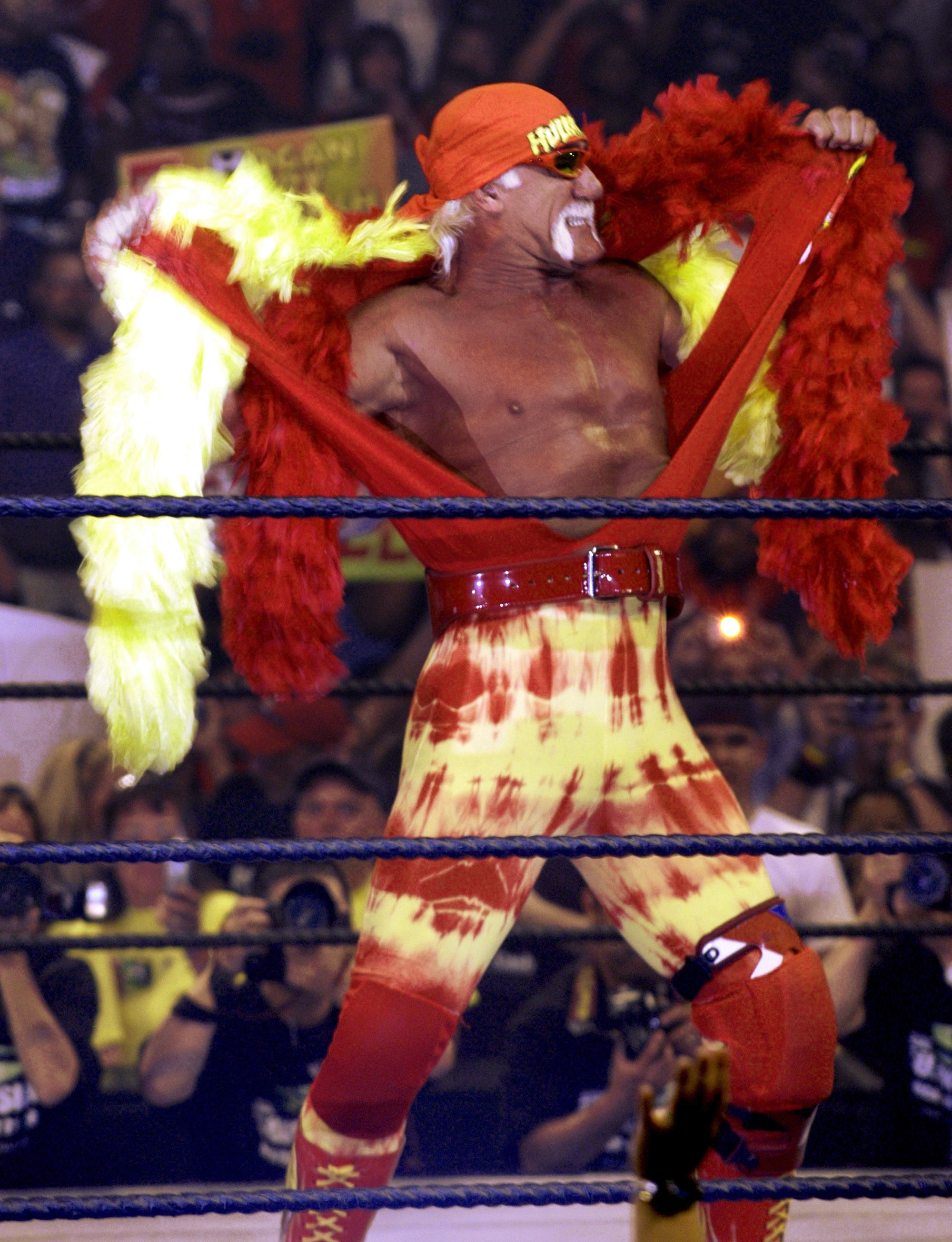
Выход Халка Хогана на SummerSlam в 2005 году

2 апреля 2005 года Халк Хоган был введён в Зал Славы WWE актёром и другом Сильвестром Сталлоне. Следующим вечером на Raw, Хассан и Дайвари атаковали Шона Майклза. На следующей неделе на Raw Майклз подошёл к генеральному менеджеру Raw Эрику Бишоффу, требуя матча против Хассана и Дайвари. Бишофф отказался, но сказал Майклзу, что если он найдёт партнёра, ему будет предоставлен матч с командой. Затем Майклз попросил Хогана объединиться с ним. 18 апреля на эпизоде Raw Хассан снова возглавил атаку на Майклза, пока не появился Хоган, спасая Майклза и принимая его предложение. На Backlash (2005), Хасан и Дайвари проиграли Хогану и Майклзу.
Затем Хоган появился 4 июля на эпизоде Raw, как специальный гость на ток-шоу Cabana от рестлера Карлито. После того, как Карлито задал провокационные вопросы о дочери Хогана, Хоган напал на Карлито. Затем появился Курт Энгл, также комментируя дочь Хогана, что ещё больше расстроило Хогана. Хогану на помощь пришёл Шон Майклз. Позже той же ночью Майклз и Хоган победили Карлито и Энгла в командном матче; во время послематчевого празднования Майклз исполнил на Хогане коронный приём «Sweet Chen Music», совершив хилтер и покинув ринг. На следующей неделе на Raw Майклз впервые бросил вызов Хогану, чтобы встретиться с ним один на один. Хоган появился на Raw неделю спустя и принял вызов. Матч состоялся на SummerSlam, который выиграл Хоган. После матча Майклз протянул ему руку, сказав, что он «должен был найти себя», Хоган и Майклз пожали друг другу руки, Майклз покинул ринг, чтобы позволить Хогану праздновать со зрителями.
До WrestleMania 22 в апреле 2006 года Хоган ввёл своего друга «Mean» Джина Окерлунда в Зал Славы WWE 2006 года. Хоган вернулся 15 июля на эпизоде Main Event субботнего вечера со своей дочерью Брук. Во время шоу, Рэнди Ортон кейфебно (по-сюжету) заигрывал с Брук, а позже напал на стоянке на Хогана. Позже он бросил вызов Хогану на матч, который Хоган выиграл на SummerSlam 2006.

### Memphis Wrestling (2007—2008)
После короткой ссоры с Винсом МакМэном и WWE, Хоган был приглашён в Мемфис с предложением провести матч против Джерри Лоулера. Матч рекламировался на телевидении Мемфиса в прайм-тайм в течение нескольких месяцев. Однако 12 апреля 2007 года Лоулер объявил на пресс-конференции, что WWE запретили ему проводить матч с Хоганом на том основании, что исполнителям NBC (включая Лоулера) по контракту запрещено появляться на VH1. Ситуация привела к тому, что против WWE был подан иск промоутером матча Кори Маклином. Лоулера заменил Пол Уайт. Хоган победил Уайта в Мемфисе.

### Возвращение в TNA (2009—2013)

#### Партнёр Дикси Картер (2009—2010)
27 октября 2009 года было объявлено, что Хоган подписал контракт на вступления в TNA на постоянной основе. Кадры его подписания и пресс-конференции в Мэдисон-Сквер-Гарден после него были показаны на эпизоде Impact! 29 октября.
5 декабря 2009 года Хоган анонсировал на Ultimate Fighting Championship (UFC), что он совершит свой официальный дебют в TNA 4 января 2010 года в специальном прямом эфире, трёхчасовом эпизоде Impact! чтобы конкурировать с WWE Raw (где показали возвращение Брета Харта). Дикси Картер раскрыла роль Хогана в компании, в интервью британскому The Sun, заявив: «Хоган участвует во всём, от набора талантов до того, как мы снимаем шоу».
На 4 января эпизоде Impact! Хоган дебютировал, ненадолго воссоединившись с бывшими партнёрами nWo Кевином Нэшем, Скоттом Холлом и Шоном Уолтманом. Он, однако, отказался присоединиться к ним для полноценного воссоединения группировки, заявив, что «это другое время», и придерживался своих деловых отношений с Бишоффом, который появился, чтобы объявить, что они двое «перевёрнут компанию вверх дном». Хоган также столкнулся с основателем TNA Джеффом Джарреттом в эфире, появившись на экране и прервав речь об успехе компании Джарретта, заявив, что Картер сыграла важную роль в выживании компании, и что, как и все остальные, Джарретт должен (кайфебно) заработать своё место в TNA.
18 февраля на Impact!, Хоган взял Абисса под своё крыло, и во время этого дал ему своё кольцо Зала Славы, утверждая, что это сделает его «Богом рестлинга». Хоган вернулся на ринг 8 марта, объединившись с Абиссом, чтобы победить Эй Джей Стаилза и Рика Флэра, когда Абисс сделал победное удержание на Эй Джее. После этого вернувшийся Джефф Харди спас Хогана и Абисса от нападения, со стороны Стайлза, Флэра и Десмонда Вулфа.

#### Бессмертный (2010—2012)

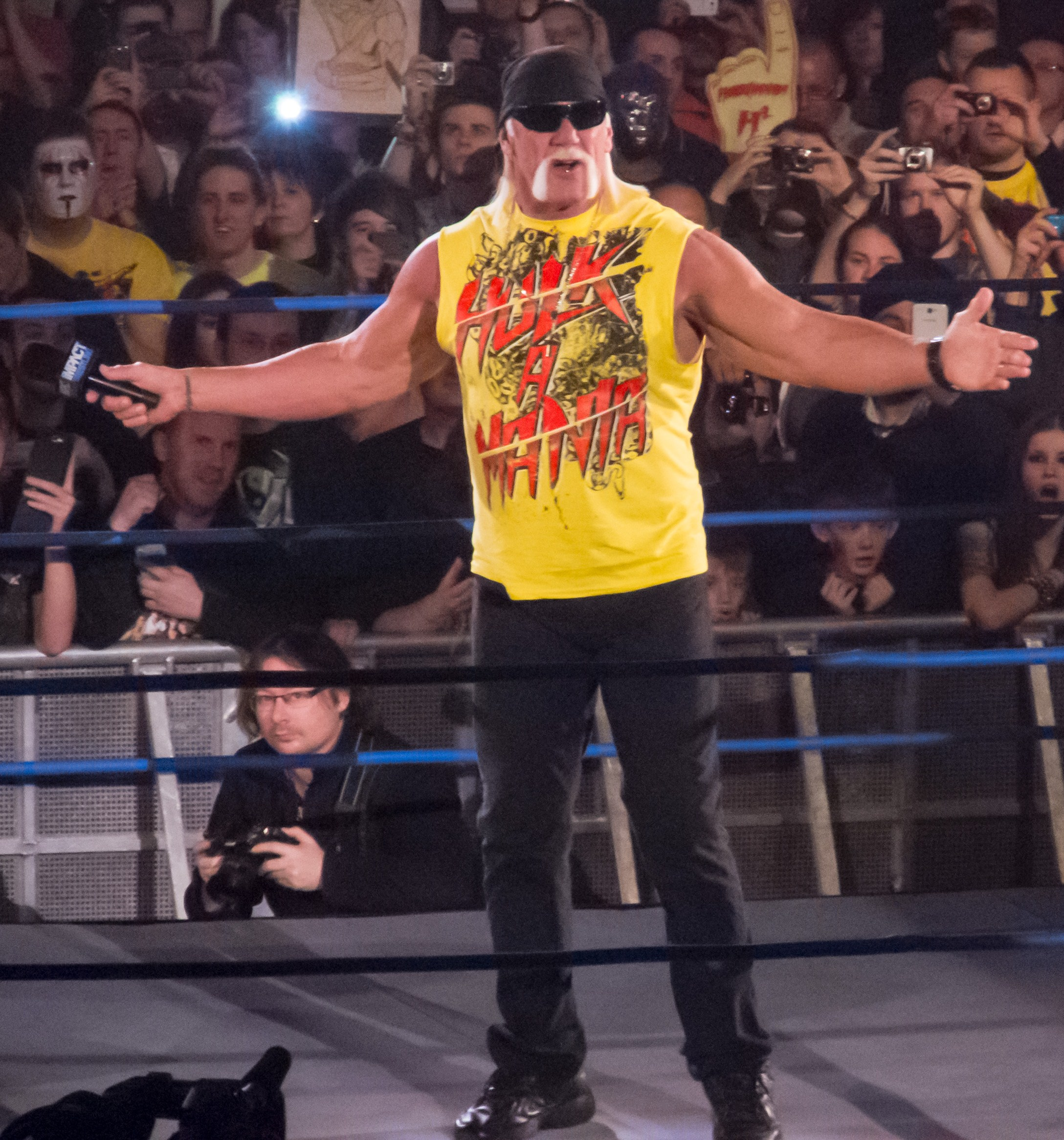
«Immortal» Халк Хоган

17 июня на эпизоде Impact! Союз Хогана с Абиссом резко оборвался, когда Абисс стал злодеем. Абисс позже утверждал, что он контролировался какой-то сущностью, которая приближалась к TNA. В следующем месяце Хоган объединился с Бишоффом, Джеффом Джарреттом и Самоа Джо против Стинга и Кевина Нэша, которые утверждали, что Хоган и Бишофф что-то замышляют. В течение этого времени, Абисс впал в ярость, избив Роба Ван Дама до такой степени, что он был вынужден сдать свой чемпионский титул TNA. Это привело к тому, что президент компании, Дикси Картер, подписала документы, представленные Бишоффом, по которым Абисса увольняли из TNA после его матча с Робом Ван Дамом на Bound for Glory. Хоган был настроен провести матч с Джарреттом и Джо против Стинга, Нэша и Д’Анджело Динеро на Bound for Glory, но был вынужден пропустить это событие из-за операции на спине. Тем не менее, он появится в конце шоу, совершив хилтерн впервые с 2002 года, помогая Джеффу Харди выиграть вакантное чемпионство TNA. На следующем эпизоде Impact! выяснилось, что Бишофф обманул Дикси Картер, и документы, которые она подписала неделей ранее, не должны были уволить Абисса, а передать компанию ему и Хогану. Между тем, новый союз Бишоффа и Хогана, стал известен как «Immortal», они также заключили союз с Риком Флэром. Дикси Картер вернулась 25 ноября на эпизоде Reaction, сообщив Хогану и Бишоффу, что судья выдал судебный запрет против Хогана и Бишоффа, на неопределённый срок приостановив карьеру Хогана в TNA.
Хоган вернулся в TNA 3 марта 2011 на эпизоде Impact!, объявив себя новым владельцем TNA, выиграв суд против Дикси Картер. В апреле он начал намекать на возможное возвращение на ринг, чтобы встретиться с чемпионом TNA Стингом. В течение следующих месяцев Хоган продолжал вмешиваться в матчи Стинга, последний, в итоге, проиграл свой титул на Hardcore Justice. На эпизоде Impact Wrestling 15 сентября Стинг победил Рика Флэра, чтобы заработать право встретиться с Хоганом на Bound for Glory. 4 октября, сообщалось, что Хоган подписал контракт с TNA. Хоган принял матч на Bound for Glory в эпизоде Impact Wrestling 6 октября, а также согласился передать TNA обратно Дикси Картер, если Стинг выиграет матч. Стинг победил Хогана на Bound For Glory, закончив сюжетную линию Хогана в качестве президента TNA. После матча Immortal атаковали Стинга, но Хоган, совершив фейстерн, помогает Стингу отбиться от Immortal.

#### Вражда с «Тузами и восьмёрками» (2012—2013)
26 января 2012 года Хоган вернулся на ринг на домашнем шоу в Ноттингеме, Англия, где он, Джеймс Шторм и Стинг победили Бобби Руда, Булли Рея и Курта Энгла в командном матче. 29 марта на эпизоде Impact Wrestling Хоган вернулся и принял предложение Стинга стать новым генеральным менеджером.
В июле Хоган вместе со Стингом начал вражду с таинственной группой людей в масках, которые окрестили себя «тузами и восьмёрками». Нападение группы на Хогана в эпизоде Impact Wrestling от 12 июля было использовано, чтобы убрать Хогана с телевидения, поскольку он должен был пройти ещё одну операцию на спине.
В ноябре Хоган перешёл на сюжетную линию с Булли Реем после того, как Остин Овен раскрыл скрытые отношения между Реем и дочерью Хогана Брук. Увидев, как они целуются в гараже 20 декабря в эпизоде Impact Wrestling, Хоган отстранил Булли Рея на неопределённый срок. На следующей неделе, после того как Рей спас Брук от похищения «тузами и восьмёрками», Брук приняла его предложение руки и сердца. Несмотря на неодобрение Хогана, он проводил Брук на её свадьбе в следующем эпизоде Impact Wrestling, во время которого шаферы Рея прервали Таза и показали себя в качестве членов «тузов и восьмёрок», атаковав Хогана, Рея и остальных шаферов.
31 января на эпизоде Impact Wrestling, Хоган восстановил Рея в компании, чтобы он мог противостоять «тузам и восьмёркам». Хоган сделал Рея претендентом номер один на главное чемпионство TNA. Тем не менее, на Lockdown Рей предал Хогана, после того, как «тузы и восьмёрки» помогли ему выиграть титул, и он провозгласил себя лидером «тузов и восьмёрок». После Lockdown, Хоган обвинил Стинга в том, что Рей выиграл титул, поскольку именно Стинг призвал Хогана дать Рею титульный поединок. Стинг вернулся и спас Хогана от нападения «тузов и восьмёрок» на эпизоде Impact 25 апреля. На следующей неделе Хогану и Стингу удалось примирить свои разногласия. В эпизоде Impact Wrestling от 3 октября Хоган отказался от предложения Дикси Картер стать её деловым партнёром; это было сделано, чтобы официально убрать Хогана, из-за его контракта, истекающего с TNA.

### Четвёртое возвращение в WWE (2014—2015)
24 февраля 2014 года на Raw Хоган совершил своё первое появление в WWE с декабря 2007 года, чтобы раскрутить WWE Network. 24 марта на эпизоде Raw Хоган вышел, чтобы представить гостей шоу: Арнольда Шварценеггера и Джо Манганиелло.

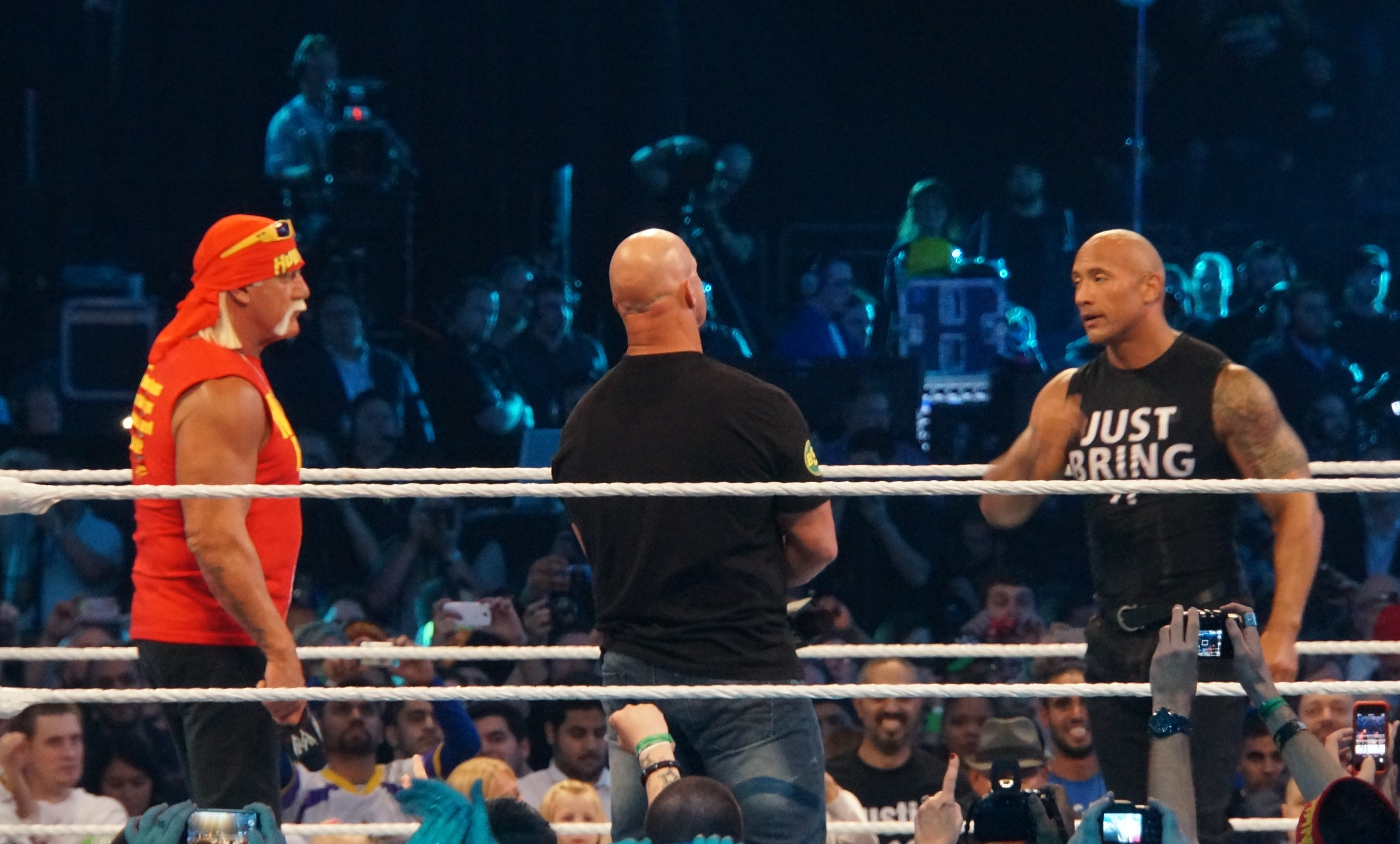
Халк Хоган (слева), Стив Остин (посередине) и Скала (справа) открывают WrestleMania XXX.

На WrestleMania XXX Хоган выступил в качестве ведущего, выйдя в начале шоу, чтобы разогреть толпу. Во время своей промоакции он ошибочно назвал Superdome, местом проведения мероприятия, Silverdome, который стал предметом шуток в течение всей ночи. Позже к Хогану присоединились Stone Cold Стив Остин и The Rock, закончив свои речи, они выпили вместе пиво прямо на ринге.
11 августа 2014 года Халк Хоган участвовал в выпуске Raw, где праздновался его день рождения. Среди гостей были многие легенды WWE: Рик Флэр, Кевин Нэш, Скотт Холл, Джимми Харт, Родди Пайпер и другие. Однако церемонию прервал Брок Леснар, который проявил неуважение к Халку Хогану, на защиту Хогана вышел Джон Сина.
23 марта 2015 года на эпизоде Raw Хоган вместе со Снуп Доггом столкнулись с Кёртисом Акселем — который в то время «заимствовал» трюк Хогана Hulkamania, также Аксель называл себя «Аксельманией». 28 марта, в ночь перед WrestleMania 31, Хоган посмертно ввёл давнего партнёра и друга «мачо» Рэнди Сэведжа в Зал Славы WWE 2015 года. На следующий вечер на WrestleMania 31 Хоган воссоединился с Скоттом Холлом и Кевином Нэшем, чтобы временно восстановить nWo, появившись в углу Стинга в матче последнего против Трипл Эйча, к которому присоединились члены D-Generation X Билли Ганн, X-Pac, Road Dogg и Шон Майклз.

#### Скандал и уход (2015)
В июле 2015 года издания National Enquirer и Radar Online опубликовали антиафроамериканскую тираду, высказанную Хоганом в опубликованном в сети интимном видео, записанном в 2007 году. На записи слышно, как он выражает отвращение к идее отношений своей дочери с чернокожим мужчиной, что подтверждается многократным использованием расистского оскорбления «ниггер». Хоган также признался, что он «в какой-то степени расист». После того, как записи стали достоянием общественности, вызвав скандал в СМИ, Хоган извинился за свои замечания, назвав их «языком, который является оскорбительным и несовместимым с [его] собственными убеждениями».
24 июля 2015 WWE разорвали контракт с Хоганом из-за расистского скандала, заявив, что WWE «привержены охвату людей из всех слоёв общества», хотя адвокат Хогана сказал, что Хоган сам решил уйти в отставку. За день до этого WWE удалили почти все упоминания Хогана с их веб-сайта, включая его товар из магазина WWE и также убрав его из Зала Славы WWE. Его персонаж был вырезан из предстоящей игры WWE 2K16 во время разработки.
Чернокожие рестлеры, работающие в WWE, дали разные комментарии. Марк Генри сказал, что он доволен реакцией WWE на «нетерпимый подход к расизму», и что его задели и оскорбили манеры и тон Хогана. Букер Ти заявил, что он был шокирован и назвал эти заявления неудачными.
31 августа Хоган дал интервью телеканалу ABC, в котором он просил прощения за свои расистские высказывания, объяснив их расовыми предрассудками, унаследованными от соседей, где он рос.
В последующее время многочисленные афроамериканцы, связанные с рестлингом, выразили некоторую поддержку Хогану, в том числе: Рок, Деннис Родман, Букер Ти, Камала, Вирджил, Мистер Ти, Марк Генри, Биг И, и Д'Анджело Динеро.
После того, как записи стали обнародованы Хоган извинился за высказывания, которые он назвал «оскорбительными и несовместимыми с его собственными убеждениями», однако признал, что «был расистом до определённого момента». Ряд чернокожих знаменитостей выступили в поддержку Халка, так Деннис Родман заявил: «Я знаю Халка Хогана 25 лет. Безусловно, он не является расистом». В то же время, рестлер Букер Ти, который работал с Хоганом на протяжении многих лет заявил, что шокирован заявлениями. Компания Mattel остановила производство игрушек с образом Халка Хогана. Сети Target, Toys «R» Us, и Walmart также убрали товары с Хоганом из продажи.
После того, как Хоган выиграл суд против Gawker, топ-менеджер WWE Трипл Эйч сообщил, что компания открыта к возвращению рестлера.

### Возвращение в WWE (2018—2025)
15 июля 2018 года Хоган был восстановлен в Зале славы WWE. Позже в тот же вечер его пригласили за кулисы на шоу Extreme Rules. Хоган вернулся на телевидение 2 ноября 2018 года на Crown Jewel.
На WrestleMania 35 он неожиданно появился в начале шоу вместе с ведущей WrestleMania Алексой Блисс, приветствуя фанатов на мероприятии и спародировав свою оплошность на WrestleMania XXX, когда он неправильно назвал стадион Сильвердомом. 30 сентября 2019 года в эпизоде Raw Хоган и Рик Флэр представили свои команды на шоу Crown Jewel 2019, где победила команда Хогана.
Хоган публично заявлял, что хотел провести ещё один матч в WWE, в том числе во время интервью Los Angeles Times. 9 декабря 2019 года было объявлено, что Хоган будет включён в Зал славы WWE во второй раз как член Нового Мирового Порядка (nWo) вместе с бывшими товарищами по команде nWo Кевином Нэшем, Скоттом Холлом и Шоном Уолтманом (Икс Пак).
Хоган появился в эфире WWE Network только один раз в 2020 году, выступая по спутниковому каналу в эпизоде SmackDown от 14 февраля 2020 года, чтобы рассказать о Зале славы, после чего Хогана прервал Брэй Уайатт. Церемония вручения наград Залу славы WWE 2020 была впоследствии отложена из-за пандемии COVID-19 и вышла в эфир 6 апреля 2021 года.
Хоган впервые появился в 2021 году 4 января в специальном выпуске Raw, посвящённом «Ночи легенд». Он открыл шоу, представив «H-Phone» — свою версию iPhone. Хоган также появился за кулисами вместе с Джимми Хартом, Дрю Макинтайром и Шеймусом, где дал своё одобрение Макинтайру, действующему чемпиону WWE. Он также смотрел главный матч за звание чемпиона между Макинтайром и Китом Ли на сцене вместе с остальными приглашёнными легендами, в поединке победил Макинтайер.
19 марта 2021 года в выпуске WWE SmackDown было объявлено, что Хоган будет ведущим WrestleMania 37 вместе с Тайтусом О'Нилом. Хоган открывал оба вечера WrestleMania 37 вместе с О'Нилом, появлялся в нескольких сегментах с Бэйли.
23 января 2023 года Хоган появился в прямом эфире вместе с Джимми Хартом, чтобы открыть юбилейное RAW по случаю 30-летия. 22 января 2024 года WWE отпраздновали 40-ю годовщину «Hulkamania», а Хоган появился в предварительно записанных кадрах. 6 января 2025 года Хоган появился в прямом эфире во время дебюта Raw на Netflix, вновь сопровождаемый Джимми Хартом, что стало его последним появлением на профессиональном рестлинг-мероприятии перед его смертью.

## Смерть
Халк Хоган умер 24 июля 2025 года в своём доме в Клируотер, Флорида из-за остановки сердца в возрасте 71 года. Его смерть наступила через месяц после того, как он перенёс серьёзную операцию по скреплению позвоночника.

## Наследие

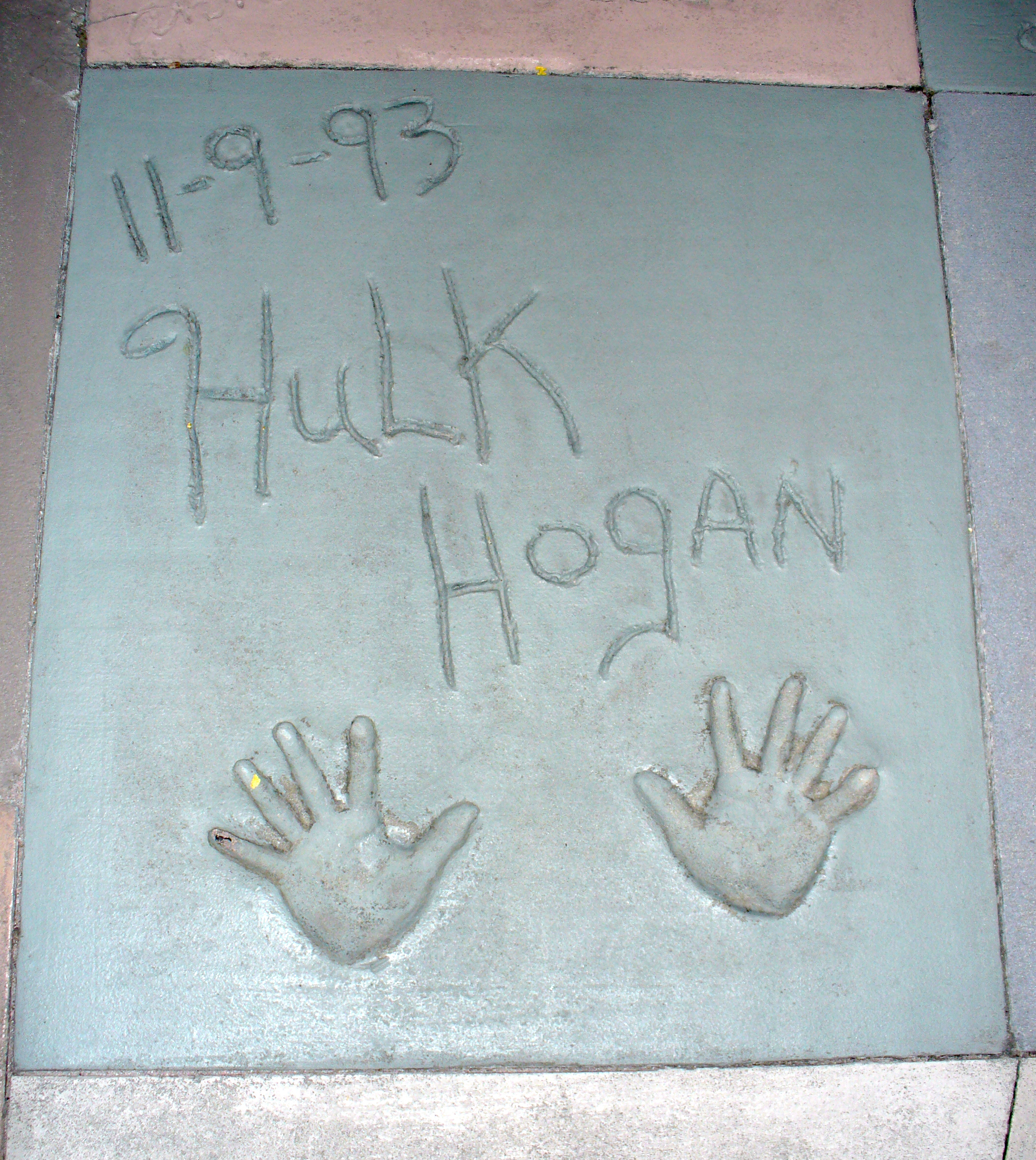
Отпечатки рук Халка Хогана перед аттракционом The Great Movie Ride в тематическом парке Disney 's Hollywood Studios в Walt Disney World

Хогана называют одним из крупнейших аттракторов в истории рестлинга и главной причиной того, что расширение влияния WWF Винсом Макмэном дало результат. Историк рестлинга и журналист Дэйв Мельтцер заявил, что «…невозможно переоценить его значение в истории этого бизнеса. И он продал больше билетов на рестлинг-шоу, чем любой человек, который когда-либо жил». Матч Хогана с Андре Гигантом 5 февраля 1988 года установил американский телевизионный рекорд по количеству зрителей рестлинга — 15,2 рейтинга Нильсена и 33 миллиона зрителей. Его коллега Коди Роудс неоднократно говорил, что матч Хогана со Скалой на WrestleMania X8 является величайшим матчем в истории рестлинга и что он олицетворяет собой рестлинг.
Член Зала славы WWE Брет Харт неоднократно критиковал борцовские способности Хогана, в том числе в 2021 году заявил, что тот «не отличает „хедлок“ от налобного фонарика» и что он «очень ограничен». Харт ранее называл Хогана «героем» для фанатов и делал комплименты внешнему виду Хогана.
Бывший сценарист Винс Руссо, с которым Хоган ранее судился, сказал, что в 2022 году больше рестлеров должны выступать как Хоган, в отличие от акробатов современного стиля.
Сам Хоган ранее говорил, что он «номер два» после Рика Флэра, который, по его словам, является величайшим рестлером всех времён.
20 февраля 2019 года было объявлено, что Крис Хемсворт изобразит его в байопике, режиссёром которого выступит Тодд Филлипс.

## Карьера в кино
Популярность Халка Хогана привела к тому, что он снялся в нескольких ролях на телевидении и в кино. Помимо роли в «Рокки 3», он снялся в фильмах «Без правил» (1989), «Гремлины 2» (1990), «Коммандо из пригорода» (1991), «Мистер няня» (1993), «Силач Санта-Клаус» (1996), «Клуб шпионов» (1996) и «Три ниндзя: Жаркий полдень на горе Мега» (1998). Принял участие в сериалах «Спасатели Малибу» и «Команда „А“» (в 1985 и 1986), и создал собственный сериал «Гром в раю» в 1994 г. «Нападение на остров Дьявола» (1997), «Остров Маккинси» (1997), «Нападение на остров Дьявола 2: Гора смерти» (1998). Также принял участие в сериале «Крутой Уокер: Правосудие по-техасски». «Маленький Геркулес» (2005). «Приключения маленького Геркулеса в 3D» (2009).

### Фильмография

#### Актёр
| Год       |    | Русское название                           | Оригинальное название                           | Роль                                            |
| --------- | -- | ------------------------------------------ | ----------------------------------------------- | ----------------------------------------------- |
| 1982      | ф  | Рокки 3                                    | Rocky III                                       | Тандерлипс                                      |
| 1983      | в  | Код Бимини                                 | Bimini Code                                     | Рик                                             |
| 1984      | тф | Голди и медведи                            | Goldie and the Bears                            | Мак Маккенна                                    |
| 1985—1986 | с  | Команда «А»                                | The A-Team                                      | играет себя                                     |
| 1989      | ф  | Без правил                                 | No Holds Barred                                 | Рип                                             |
| 1990      | ф  | Гремлины 2: Новенькая партия               | Gremlins 2: The New Batch                       | играет себя                                     |
| 1991      | ф  | Коммандо из пригорода                      | Suburban Commando                               | Шеп Рэмзи                                       |
| 1993      | ф  | Мистер няня                                | Mr. Nanny                                       | Шон Армстронг                                   |
| 1993      | в  | Гром в раю                                 | Thunder in Paradise                             | Рандольф Джей «Ураган» Спенсер                  |
| 1994      | с  | Гром в раю                                 | Thunder in Paradise                             | Рандольф Джей «Ураган» Спенсер                  |
| 1995      | с  | Космический призрак                        | Space Ghost Coast to Coast                      | играет себя                                     |
| 1996      | с  | Спасатели Малибу                           | Baywatch                                        | играет себя                                     |
| 1996      | ф  | Неистребимый шпион                         | Spy Hard                                        | играет себя                                     |
| 1996      | ф  | Клуб шпионов                               | The Secret Agent Club                           | Рэй Чейз                                        |
| 1996      | ф  | Силач Санта-Клаус                          | Santa with Muscles                              | Блейк Торн                                      |
| 1997      | тф | Нападение на Остров Дьявола                | Assault on Devil’s Island                       | Майк Макбрайд                                   |
| 1998      | ф  | Остров МакКинси                            | McCinsey’s Island                               | Джо Макгрей                                     |
| 1998      | ф  | Три ниндзя: Жаркий полдень на горе Мега    | 3 Ninjas: High Noon at Mega Mountain            | Дэйв Дракон                                     |
| 1998      | ф  | Ультиматум                                 | The Ultimate Weapon                             | Каттер                                          |
| 1999      | с  | Непредсказуемая Сьюзан                     | Suddenly Susan                                  | играет себя                                     |
| 1999      | тф | Нападение на Остров Дьявола 2: Гора Смерти | Shadow Warriors II: Hunt for the Death Merchant | Майк Макбрайд                                   |
| 1999      | ф  | Маппет-шоу из космоса                      | Muppets from Space                              | играет себя                                     |
| 2001      | с  | Крутой Уокер                               | Walker, Texas Ranger                            | Бумер Найт                                      |
| 2009      | ф  | Приключения маленького Геркулеса в 3D      | Little Hercules in 3-D                          | Зевс                                            |
| 2011—2015 | мс | Китай, Иллинойс                            | China, IL                                       | Декан                                           |
| 2011      | мф | Гномео и Джульетта                         | Gnomeo & Juliet                                 | Террафирминатор                                 |
| 2011      | ки | Saints Row: The Third                      | Saints Row: The Third                           | Энджел Де Ламуэрте                              |
| 2012      | с  | Переростки                                 | The Inbetweeners                                | играет себя                                     |
| 2012      | мс | Американский папаша!                       | American Dad!                                   | играет себя                                     |
| 2016      | мс | Робоцып                                    | Robot Chicken                                   | различные персонажи                             |
| 2019      | с  | Голдберги                                  | The Goldbergs                                   | играет себя                                     |
| 2023      | ф  | Слай Сталлоне                              | Sly                                             | В роли самого себя, хроника, в титрах не указан |

#### Продюсер
| Год  | Русское название                  | Оригинальное название | -                        |
| ---- | --------------------------------- | --------------------- | ------------------------ |
| 1989 | Без правил                        | No Holds Barred       | исполнительный продюсер  |
| 1991 | Коммандо из пригорода             | Suburban Commando     | исполнительный продюсер  |
| 1993 | Гром в раю                        | Thunder in Paradise   | исполнительный продюсер  |
| 2005 | Выживший                          | Remainder             | ассоциированный продюсер |
| 2010 | В поисках Халка Хогана            | Finding Hulk Hogan    | исполнительный продюсер  |
| 2021 | Безымянный байопик о Халке Хогане |                       | исполнительный продюсер  |

## Взгляды и религия
В 2007 году Халк Хоган сказал: «[Я] полагаюсь на свою религию. Я был спасён, когда мне было 14. Я принял Христа как своего спасителя. Он умер на кресте и заплатил за мои грехи  [...] Я мог пойти по неправильному пути. Я мог покончить с собой, но я выбрал правильный путь».
20 декабря 2023 года Хоган был крещён вместе со своей женой Скай Дейли в баптистской церкви Индиан-Рокс в Ларго, Флорида. Прокомментировав: «Я принял Христа как своего Спасителя в 14 лет, и тренировки, молитвы и витамины поддерживали меня в игре, но теперь, когда я един с Богом, главная тема события — подчинение, служение и любовь…».
В 2024 году выступил на съезде республиканского национального комитета, поддержав президентскую кандидатуру Дональда Трампа.

## Личная жизнь
С 1983 по 2007 год был женат на Линде Клэридж. Имеет дочь Брук (певица, участница реалити-шоу) и сына Ника.
С 2008 года Халк Хоган был в отношениях с Дженнифер МакДэниел. В ноябре 2009 года пара была помолвлена, поженились 14 декабря 2010 года в Клируотере, штат Флорида. 28 февраля 2022 года Хоган заявил в Twitter, что они развелись.
В июле 2023 года Хоган обручился с инструктором по йоге Скай Дейли (1978 г.р). Пара поженилась 22 сентября 2023 года.

### Суд с Gawker
С октября 2012 года в блоге Gawker был опубликован фрагмент любительского порно, сделанного в 2006 году, с участием Халка Хогана. Осенью 2012 года Хоган подал в суд на Gawker. Рестлер утверждал, что запись, сделанная без его согласия, нарушила его права на личную жизнь и причинила душевные страдания. Хоган оценил ущерб в 100 млн долларов. 1 октября 2015 года New York Post сообщил, что суд Флориды предоставил разрешение на обыск в офисе и компьютерной системе Gawker. В марте 2016 года суд обязал Gawker выплатить 115 млн долларов (55 млн долларов в качестве возмещения материального ущерба, 60 млн — в качестве компенсации за моральный вред) и ещё 25 млн долларов штрафа, а также передал Хогану контроль над активами Эй Джея Даулерио, бывшего главного редактора Gawker, который принимал участие в публикации секс-видео. После этого компания Gawker Media объявила о своём банкротстве.
Сооснователь PayPal, миллиардер Питер Тиль, помогал Хогану в финансировании судебного процесса. В 2007 году Gawker написал о гомосексуальности Тиля. По его словам, издание публикует заметки, крайне болезненные для их героев, «без особых причин разрушая их жизни». Тиль утверждал, что финансирование иска против Gawker — один из самых человеколюбивых его поступков.
В ноябре 2016 года Хоган и Gawker пришли к соглашению о выплате рестлеру 31 млн долларов.

## Титулы и достижения

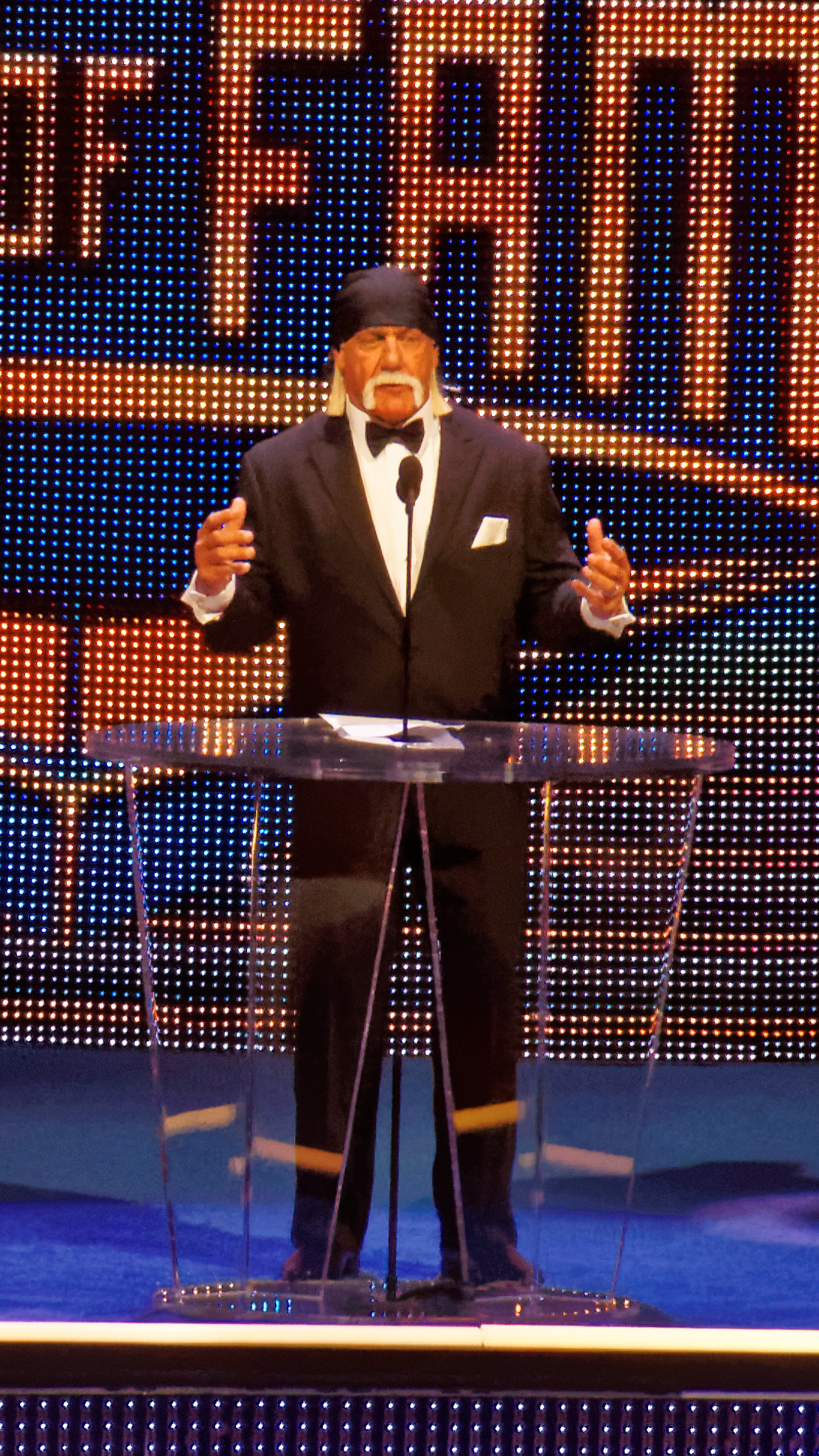
Хоган дважды вводился в Зал славы WWE — в 2005 году за свою индивидуальную карьеру и в 2021 году как член группы nWo

- International Professional Wrestling Hall of Fame
  - C 2021 года[138]
- New Japan Pro-Wrestling
  - Чемпион IWGP в тяжёлом весе (оригинальная версия) (1 раз)[139]
  - IWGP League Tournament (1983)[31][140]
  - MSG Tag League Tournament (1982, 1983) – с Антонио Иноки[141][142]
  - Член Greatest 18 Club
- Зал славы и музей рестлинга
  - С 2003 года[143]
- Pro Wrestling Illustrated
  - Возвращение года (1994, 2002)[144]
  - Вражда года (1986) пр. Пола Орндорффа[144]
  - Вдохновляющий рестлер года (1983, 1999)[144]
  - Матч года (1985) с Мистером Ти против Родди Пайпера и Пола Орндорффа на WrestleMania I[144]
  - Матч года(1988) пр. Андре Гиганта на The Main Event I[144]
  - Матч года (1990) пр. Последнего воина на WrestleMania VI[144]
  - Матч года (2002) пр. Скалы на WrestleMania X8[144]
  - Самый ненавистный рестлер года (1996, 1998)[144]
  - Самый популярный рестлер года (1985, 1989, 1990)[144]
  - Рестлер года (1987, 1991, 1994)[144]
  - № 1 в топ 500 рестлеров в рейтинге PWI 500 в 1991[145]
  - № 1 в топ 500 рестлеров в рейтинге PWI Years в 2003[146]
- Southeastern Championship Wrestling
  - Юго-восточный чемпион NWA в тяжёлом весе (Северный дивизион) (1 раз)[9][147]
  - Юго-восточный чемпион NWA в тяжёлом весе (Южный дивизион) (2 раза)[148][149]
- Tokyo Sports
  - Награда лучшему иностранцу (1983)[150]
  - Матч года (1991) пр. Гэнъитиро Тенрю 12 декабря 1991 года[151]
- World Championship Wrestling
  - Чемпион мира WCW в тяжёлом весе (6 раз)[152][153]
- World Wrestling Federation/World Wrestling Entertainment/WWE
  - Чемпион WWF/WWE (6 раз)[154][155][156]
  - Командный чемпион WWE (1 раз) – с Эджем[157]
  - Победитель «Королевской битвы» (1990, 1991)[9][158][159][160]
  - Зал славы WWE (2 раза)
    - 2005 — индивидуально[161]
    - 2020 — как член «Нового мирового порядка»[162]
- Wrestling Observer Newsletter
  - Самый сильный рестлер (1983)
  - Лучший фейс (1982—1991)[163]
  - Лучшие кассовые сборы (1997)[163]
  - Лучший образ (1996) как член «Нового мирового порядка»[163]
  - Вражда года (1986) пр. Пола Орндорффа[163]
  - Вражда года (1996) как член «Нового мирового порядка» пр. World Championship Wrestling[163]
  - Самый харизматичный (1985—1987, 1989—1991)[163]
  - Самый позорный рестлер (1995, 1996, 1999, 2000)[163]
  - Самый неприятный (1994, 1995)[163]
  - Самый переоценённый (1985—1987, 1994—1998)[163]
  - Самый непрогрессирующий (1994, 1995)[163]
  - Наименее любимый рестлер читателей (1985, 1986, 1991, 1994—1999)[163]
  - Худшая вражда года (1991) пр. Сержанта Слотера[163]
  - Худшая вражда года (1995) пр. «Подземелья ужаса»[163]
  - Худшая вражда года (1998) пр. Воина
  - Худшая вражда года (2000) пр. Билли Кидмана[163]
  - Худший на интервью (1995)[163]
  - Худший рестлер (1997)[163]
  - Худший отработанный матч года (1987) пр. Андре Гиганта на WrestleMania III[163]
  - Худший отработанный матч года (1996) с Рэнди Сэвиджем против Арна Андерсона, Менга, Варвара, Рика Флэра, Кевина Салливана, З-Гангста и Окончательного решения в матче «Башни ужаса» на Uncensored[163]
  - Худший отработанный матч года (1997) против Родди Пайпера на SuperBrawl VII[163]
  - Худший отработанный матч года (1998) пр. Воина на Halloween Havoc[163]
  - Зал славы Wrestling Observer Newsletter (1996)[164]